# Olympische Winterspiele 2022/Teilnehmer (Norwegen)
| Gelbes Symbol für Goldmedaillen mit stilisierten Olympischen Ringen | Graues Symbol für Silbermedaillen mit stilisierten Olympischen Ringen | Braundes Symbol für Bronzemedaillen mit stilisierten Olympischen Ringen |
| ------------------------------------------------------------------- | --------------------------------------------------------------------- | ----------------------------------------------------------------------- |
| 16                                                                  | 8                                                                     | 13                                                                      |

Norwegen nahm an den Olympischen Winterspielen 2022 in Peking mit 84 Athleten, davon 54 Männer und 30 Frauen, in neun Sportarten teil. Es war die 24. Teilnahme des Landes an Olympischen Winterspielen.

## Medaillen

### Medaillenspiegel
| Rang   | Sportart              | Gold | Silber | Bronze | Gesamt |
| ------ | --------------------- | ---- | ------ | ------ | ------ |
| 1      | Biathlon              | 6    | 2      | 6      | 14     |
| 2      | Skilanglauf           | 5    | 1      | 2      | 8      |
| 3      | Nordische Kombination | 2    | 2      | —      | 4      |
| 4      | Eisschnelllauf        | 1    | —      | 2      | 3      |
| 5      | Freestyle-Skiing      | 1    | —      | —      | 1      |
| 5      | Skispringen           | 1    | —      | —      | 1      |
| 7      | Ski Alpin             | —    | 1      | 3      | 4      |
| 8      | Curling               | —    | 1      | —      | 1      |
| 8      | Snowboard             | —    | 1      | —      | 1      |
| Gesamt | Gesamt                | 16   | 8      | 13     | 37     |

### Medaillengewinner
| Namen | Sportart              | Wettkampf              |
| --- | --------------------- | ---------------------- |
| Gold |                       |                        |
| Therese Johaug | Skilanglauf           | 15 km Skiathlon        |
| Marte Olsbu Røiseland Tiril Eckhoff Tarjei Bø Johannes Thingnes Bø                                                       | Biathlon              | 4 × 6-km-Mixed-Staffel |
| Johannes Høsflot Klæbo                                                                                                   | Skilanglauf           | Sprint                 |
| Birk Ruud | Freestyle-Skiing      | Big Air                |
| Therese Johaug | Skilanglauf           | 10 km Einzel           |
| Marte Olsbu Røiseland | Biathlon              | Sprint                 |
| Johannes Thingnes Bø | Biathlon              | Sprint                 |
| Marius Lindvik | Skispringen           | Großschanze            |
| Marte Olsbu Røiseland | Biathlon              | Verfolgung             |
| Sturla Holm Lægreid Tarjei Bø Johannes Thingnes Bø Vetle Sjåstad Christiansen                                            | Biathlon              | 4 × 7,5-km-Staffel     |
| Hallgeir Engebråten Peder Kongshaug Sverre Lunde Pedersen                                                                | Eisschnelllauf        | Teamverfolgung         |
| Jørgen Graabak | Nordische Kombination | Großschanze            |
| Erik Valnes Johannes Høsflot Klæbo                                                                                       | Skilanglauf           | Team-Sprint            |
| Jørgen Graabak Jens Lurås Oftebro Espen Bjørnstad Espen Andersen                                                         | Nordische Kombination | Team Großschanze       |
| Johannes Thingnes Bø | Biathlon              | Massenstart            |
| Therese Johaug | Skilanglauf           | 30 km Einzel           |
| Silber |                       |                        |
| Kristin Skaslien Magnus Nedregotten                                                                                      | Curling               | Mixed Doubles          |
| Jørgen Graabak | Nordische Kombination | Normalschanze          |
| Aleksander Aamodt Kilde                                                                                                  | Ski Alpin             | Alpine Kombination     |
| Emil Iversen Pål Golberg Hans Christer Holund Johannes Høsflot Klæbo                                                     | Skilanglauf           | 4 × 10-km-Staffel      |
| Tarjei Bø | Biathlon              | Verfolgung             |
| Mons Røisland | Snowboard             | Big Air                |
| Jens Lurås Oftebro | Nordische Kombination | Großschanze            |
| Tiril Eckhoff | Biathlon              | Massenstart            |
| Bronze |                       |                        |
| Hallgeir Engebråten | Eisschnelllauf        | 5000 m                 |
| Marte Olsbu Røiseland | Biathlon              | 15 km Einzel           |
| Aleksander Aamodt Kilde                                                                                                  | Ski Alpin             | Super-G                |
| Johannes Thingnes Bø | Biathlon              | 20 km Einzel           |
| Johannes Høsflot Klæbo                                                                                                   | Skilanglauf           | 15 km Einzel           |
| Tarjei Bø | Biathlon              | Sprint                 |
| Tiril Eckhoff | Biathlon              | Verfolgung             |
| Sebastian Foss Solevåg                                                                                                   | Ski Alpin             | Slalom                 |
| Marte Olsbu Røiseland | Biathlon              | Massenstart            |
| Håvard Holmefjord Lorentzen                                                                                              | Eisschnelllauf        | 1000 m                 |
| Vetle Sjåstad Christiansen                                                                                               | Biathlon              | Massenstart            |
| Simen Hegstad Krüger | Skilanglauf           | 50 km                  |
| Mina Fürst Holtmann Thea Louise Stjernesund Maria Therese Tviberg Timon Haugan Fabian Wilkens Solheim Rasmus Windingstad | Ski Alpin             | Mannschaftswettbewerb  |

## Teilnehmer nach Sportarten

### Biathlon
| Athleten                                                                      | Wettbewerbe         | Zeit        | Fehler         | Rang   |
| ----------------------------------------------------------------------------- | ------------------- | ----------- | -------------- | ------ |
| Frauen                                                                        |                     |             |                |        |
| Tiril Eckhoff                                                                 | 7,5 km Sprint       | 22:00,4 min | 2 (1+1)        | 11     |
| Tiril Eckhoff                                                                 | 10 km Verfolgung    | 34:46,9 min | 3 (1+1+0+1)    | Bronze |
| Tiril Eckhoff                                                                 | 12,5 km Massenstart | 40:33,3 min | 4 (0+0+2+2)    | Silber |
| Tiril Eckhoff                                                                 | 15 km Einzel        | 47:10,2 min | 5 (0+2+0+3)    | 22     |
| Emilie Ågheim Kalkenberg                                                      | 15 km Einzel        | 49:08,8 min | 4 (3+0+0+1)    | 38     |
| Ida Lien                                                                      | 7,5 km Sprint       | 23:10,3 min | 4 (1+3)        | 38     |
| Ida Lien                                                                      | 10 km Verfolgung    | 39:22,1 min | 4 (0+1+2+1)    | 33     |
| Marte Olsbu Røiseland                                                         | 7,5 km Sprint       | 20:44,3 min | 0 (0+0)        | Gold   |
| Marte Olsbu Røiseland                                                         | 10 km Verfolgung    | 34:46,9 min | 1 (0+0+1+0)    | Gold   |
| Marte Olsbu Røiseland                                                         | 12,5 km Massenstart | 40:52,9 min | 4 (0+0+2+2)    | Bronze |
| Marte Olsbu Røiseland                                                         | 15 km Einzel        | 44:28,0 min | 2 (1+0+0+1)    | Bronze |
| Ingrid Landmark Tandrevold                                                    | 7,5 km Sprint       | 21:44,5 min | 0 (0+0)        | 5      |
| Ingrid Landmark Tandrevold                                                    | 10 km Verfolgung    | 37:39,9 min | 1 (0+0+1+0)    | 14     |
| Ingrid Landmark Tandrevold                                                    | 15 km Einzel        | 45:15,4 min | 1 (0+1+0+0)    | 8      |
| Karoline Offigstad Knotten Tiril Eckhoff Ida Lien Marte Olsbu Røiseland       | 4 × 6-km-Staffel    | 1:11:54,6 h | 2+8 (0+3 2+5)  | 4      |
| Männer                                                                        |                     |             |                |        |
| Johannes Thingnes Bø                                                          | 10 km Sprint        | 24:00,4 min | 1 (0+1)        | Gold   |
| Johannes Thingnes Bø                                                          | 12,5 km Verfolgung  | 41:21,2 min | 7 (0+2+3+2)    | 5      |
| Johannes Thingnes Bø                                                          | 15 km Massenstart   | 38:14,4 min | 4 (1+0+1+2)    | Gold   |
| Johannes Thingnes Bø                                                          | 20 km Einzel        | 49:18,5 min | 2 (1+0+0+1)    | Bronze |
| Tarjei Bø                                                                     | 10 km Sprint        | 24:39,3 min | 1 (1+0)        | Bronze |
| Tarjei Bø                                                                     | 12,5 km Verfolgung  | 39:36,1 min | 1 (1+0+0+0)    | Silber |
| Tarjei Bø                                                                     | 15 km Massenstart   | 41:01,8 min | 4 (0+1+2+1)    | 12     |
| Tarjei Bø                                                                     | 20 km Einzel        | 50:17,0 min | 1 (0+0+0+1)    | 8      |
| Sturla Holm Lægreid                                                           | 10 km Sprint        | 25:02,7 min | 2 (1+1)        | 7      |
| Sturla Holm Lægreid                                                           | 12,5 km Verfolgung  | 43:40,5 min | 10 (3+4+2+1)   | 24     |
| Sturla Holm Lægreid                                                           | 15 km Massenstart   | 40:00,5 min | 5 (1+2+1+1)    | 6      |
| Sturla Holm Lægreid                                                           | 20 km Einzel        | 51:28,1 min | 3 (1+1+1+0)    | 15     |
| Vetle Sjåstad Christiansen                                                    | 10 km Sprint        | 25:38,4 min | 3 (2+1)        | 20     |
| Vetle Sjåstad Christiansen                                                    | 12,5 km Verfolgung  | 42:53,3 min | 3 (0+1+0+2)    | 15     |
| Vetle Sjåstad Christiansen                                                    | 15 km Massenstart   | 39:26,9 min | 3 (2+0+1+0)    | Bronze |
| Vetle Sjåstad Christiansen                                                    | 20 km Einzel        | 51:21,3 min | 3 (1+2+0+0)    | 13     |
| Sturla Holm Lægreid Tarjei Bø Johannes Thingnes Bø Vetle Sjåstad Christiansen | 4 × 7,5-km-Staffel  | 1:19:50,2 h | 1+7 (0+2 1+5)  | Gold   |
| Mixed                                                                         |                     |             |                |        |
| Marte Olsbu Røiseland Tiril Eckhoff Tarjei Bø Johannes Thingnes Bø            | 4 × 6-km-Staffel    | 1:06,45 h   | 3+13 (1+6 2+7) | Gold   |

### Curling
| Wettbewerb  | Männer | Mixed Doubles |
| ----------- | --- | --- |
| Athleten    | Steffen Walstad Torger Nergård Markus Høiberg Magnus Vågberg Magnus Nedregotten                                                             | Kristin Skaslien Magnus Nedregotten |
| Vorrunde    | Schweiz (7:4) Kanada (5:6) Großbritannien (3:8) Vereinigte Staaten (7:6) Schweden (4:6) Dänemark (5:6) ROC (12:5) China (6:8) Italien (9:4) | Tschechien (6:7) Vereinigte Staaten (11:6) Kanada (6:7) Italien (8:11) Australien (10:4) China (9:6) Schweden (6:2) Großbritannien (6:2) Schweiz (6:5) |
| Tie-Breaker | ausgeschieden | — |
| Halbfinale  | ausgeschieden | Großbritannien (6:5) |
| Finale      | ausgeschieden | Italien (5:8) |
| Rang        | 6 | Silber |

### Eisschnelllauf
| Athleten                    | Wettbewerbe | Zeit        | Rang   |
| --------------------------- | ----------- | ----------- | ------ |
| Frauen                      |             |             |        |
| Sofie Karoline Haugen       | 1500 m      | 2:01,57 min | 28     |
| Ragne Wiklund               | 1000 m      | 1:16,59 min | 18     |
| Ragne Wiklund               | 1500 m      | 1:56,46 min | 12     |
| Ragne Wiklund               | 3000 m      | 4:01,44 min | 5      |
| Ragne Wiklund               | 5000 m      | 6:56,34 min | 5      |
| Männer                      |             |             |        |
| Håvard Holmefjord Lorentzen | 500 m       | 34,921 s    | 15     |
| Håvard Holmefjord Lorentzen | 1000 m      | 1:08,48 min | Bronze |
| Bjørn Magnussen             | 500 m       | 34,96 s     | 17     |
| Bjørn Magnussen             | 1000 m      | 1:10,14 min | 25     |
| Allan Dahl Johansson        | 1000 m      | 1:10,34 min | 28     |
| Allan Dahl Johansson        | 1500 m      | 1:45,81 min | 12     |
| Peder Kongshaug             | 1500 m      | 1:44,39 min | 4      |
| Kristian Ulekleiv           | 1500 m      | 1:46,56 min | 16     |
| Hallgeir Engebråten         | 5000 m      | 6:09,88 min | Bronze |

| Athleten              | Wettbewerbe | Halbfinale | Halbfinale | Finale        | Finale        | Rang |
| Athleten              | Wettbewerbe | Punkte     | Rang       | Punkte        | Rang          | Rang |
| --------------------- | ----------- | ---------- | ---------- | ------------- | ------------- | ---- |
| Frauen                |             |            |            |               |               |      |
| Marit Fjellanger Bøhm | Massenstart | 0          | 13         | ausgeschieden | ausgeschieden | 25   |
| Sofie Karoline Haugen | Massenstart | 0          | 12         | ausgeschieden | ausgeschieden | 23   |
| Männer                |             |            |            |               |               |      |
| Peder Kongshaug       | Massenstart | 0          | 14         | ausgeschieden | ausgeschieden | 28   |
| Kristian Ulekleiv     | Massenstart | 60         | 1          | 0             | 14            | 14   |

| Athleten                                                  | Wettbewerbe    | Viertelfinale | Viertelfinale | Halbfinale    | Halbfinale    | Finale          | Finale      | Rang |
| Athleten                                                  | Wettbewerbe    | Zeit          | Rang          | Gegner        | Zeit          | Gegner          | Zeit        | Rang |
| --------------------------------------------------------- | -------------- | ------------- | ------------- | ------------- | ------------- | --------------- | ----------- | ---- |
| Frauen                                                    |                |               |               |               |               |                 |             |      |
| Marit Fjellanger Bøhm Sofie Karoline Haugen Ragne Wiklund | Teamverfolgung | 3:01,84 min   | 6             | ausgeschieden | ausgeschieden | C-Finale: China | 3:02,15 min | 6    |
| Männer                                                    |                |               |               |               |               |                 |             |      |
| Hallgeir Engebråten Peder Kongshaug Sverre Lunde Pedersen | Teamverfolgung | 3:37,47 min   | 1             | Niederlande   | 3:38,28 min   | ROC             | 3:38,08 min | Gold |

### Freestyle-Skiing
| Athleten           | Wettbewerbe | Qualifikation | Qualifikation | Finale        | Finale        | Rang |
| Athleten           | Wettbewerbe | Punkte        | Rang          | Punkte        | Rang          | Rang |
| ------------------ | ----------- | ------------- | ------------- | ------------- | ------------- | ---- |
| Frauen             |             |               |               |               |               |      |
| Sandra Eie         | Big Air     | 162,00        | 4             | 64,50         | 12            | 12   |
| Sandra Eie         | Slopestyle  | 49,08         | 19            | ausgeschieden | ausgeschieden | 19   |
| Johanne Killi      | Big Air     | 148,25        | 10            | 153,25        | 7             | 7    |
| Johanne Killi      | Slopestyle  | 86,00         | 2             | 73,11         | 6             | 6    |
| Männer             |             |               |               |               |               |      |
| Ferdinand Dahl     | Big Air     | 150,00        | 19            | ausgeschieden | ausgeschieden | 19   |
| Ferdinand Dahl     | Slopestyle  | 67,61         | 16            | ausgeschieden | ausgeschieden | 16   |
| Tormod Frostad     | Big Air     | 171,25        | 7             | 58,50         | 12            | 12   |
| Tormod Frostad     | Slopestyle  | 38,05         | 24            | ausgeschieden | ausgeschieden | 24   |
| Christian Nummedal | Big Air     | 171,50        | 6             | 110,50        | 10            | 10   |
| Christian Nummedal | Slopestyle  | 41,48         | 22            | ausgeschieden | ausgeschieden | 22   |
| Birk Ruud          | Big Air     | 187,75        | 1             | 187,75        | 1             | Gold |
| Birk Ruud          | Slopestyle  | 83,96         | 2             | 79,33         | 5             | 5    |

### Nordische Kombination
| Athleten                                                         | Wettbewerb                               | Skispringen | Skispringen | Skispringen | Langlauf    | Langlauf | Rang   |
| Athleten                                                         | Wettbewerb                               | Weite       | Punkte      | Rang        | Zeit        | Rang     | Rang   |
| ---------------------------------------------------------------- | ---------------------------------------- | ----------- | ----------- | ----------- | ----------- | -------- | ------ |
| Männer                                                           |                                          |             |             |             |             |          |        |
| Espen Andersen                                                   | Gundersenwettkampf (Normalschanze/10 km) | 96,0 m      | 109,3       | 16          | 26:52,3 min | 11       | 11     |
| Espen Andersen                                                   | Gundersenwettkampf (Großschanze/10 km)   | 125,0 m     | 106,9       | 13          | 28:57,2 min | 15       | 15     |
| Espen Bjørnstad                                                  | Gundersenwettkampf (Normalschanze/10 km) | 99,0 m      | 110,1       | 15          | 28:12,1 min | 27       | 27     |
| Jørgen Graabak                                                   | Gundersenwettkampf (Normalschanze/10 km) | 98,5 m      | 114,1       | 9           | 25:08,5 min | 2        | Silber |
| Jørgen Graabak                                                   | Gundersenwettkampf (Großschanze/10 km)   | 126,5 m     | 108,0       | 12          | 27:13,3 min | 1        | Gold   |
| Jens Lurås Oftebro                                               | Gundersenwettkampf (Normalschanze/10 km) | 92,5 m      | 103,8       | 20          | 26:50,2 min | 10       | 10     |
| Jens Lurås Oftebro                                               | Gundersenwettkampf (Großschanze/10 km)   | 127,5 m     | 113,0       | 10          | 27:13,7 min | 2        | Silber |
| Jarl Magnus Riiber                                               | Gundersenwettkampf (Großschanze/10 km)   | 142,0 m     | 139,8       | 1           | 27:53,1 min | 8        | 8      |
| Espen Andersen Espen Bjørnstad Jørgen Graabak Jens Lurås Oftebro | Teamwettbewerb                           | 523,5 m     | 469,4       | 2           | 50:45,1 min | 1        | Gold   |

### Ski Alpin
| Athleten                 | Wettbewerbe  | 1. Lauf     | 1. Lauf | 2. Lauf       | 2. Lauf       | Gesamt        | Gesamt        |
| Athleten                 | Wettbewerbe  | Zeit        | Rang    | Zeit          | Rang          | Zeit          | Rang          |
| ------------------------ | ------------ | ----------- | ------- | ------------- | ------------- | ------------- | ------------- |
| Frauen                   |              |             |         |               |               |               |               |
| Mina Fürst Holtmann      | Riesenslalom | DNF         | DNF     | ausgeschieden | ausgeschieden | ausgeschieden | ausgeschieden |
| Mina Fürst Holtmann      | Slalom       | 54,19 s     | 18      | DNF           | DNF           | ausgeschieden | ausgeschieden |
| Ragnhild Mowinckel       | Abfahrt      | —           | —       | —             | —             | 1:33,97 min   | 14            |
| Ragnhild Mowinckel       | Super-G      | —           | —       | —             | —             | 1:14,09 min   | 6             |
| Ragnhild Mowinckel       | Riesenslalom | 58,58 s     | 5       | 58,07 s       | 6             | 1:56,65 min   | 5             |
| Thea Louise Stjernesund  | Riesenslalom | 59,39 s     | 15      | 57,50 s       | 2             | 1:56,89 min   | 6             |
| Thea Louise Stjernesund  | Slalom       | 54,22 s     | 19      | 53,26 s       | 16            | 1:47,48 min   | 15            |
| Maria Therese Tviberg    | Riesenslalom | 59,67 s     | 18      | 58,40 s       | 10            | 1:58,07 min   | 13            |
| Maria Therese Tviberg    | Slalom       | DNF         | DNF     | ausgeschieden | ausgeschieden | ausgeschieden | ausgeschieden |
| Männer                   |              |             |         |               |               |               |               |
| Aleksander Aamodt Kilde  | Abfahrt      | —           | —       | —             | —             | 1:43,20 min   | 5             |
| Aleksander Aamodt Kilde  | Super-G      | —           | —       | —             | —             | 1:20,36 min   | Bronze        |
| Aleksander Aamodt Kilde  | Kombination  | 1:43,12 min | 1       | 48,90 s       | 6             | 2:32,02 min   | Silber        |
| Lucas Braathen           | Riesenslalom | 1:04,20 min | 12      | DNF           | DNF           | ausgeschieden | ausgeschieden |
| Lucas Braathen           | Slalom       | DNF         | DNF     | ausgeschieden | ausgeschieden | ausgeschieden | ausgeschieden |
| Sebastian Foss Solevåg   | Slalom       | 53,98 s     | 3       | 50,81 s       | 15            | 1:44,79 min   | Bronze        |
| Kjetil Jansrud           | Abfahrt      | —           | —       | —             | —             | DNS           | DNS           |
| Kjetil Jansrud           | Super-G      | —           | —       | —             | —             | 1:23,00 min   | 23            |
| Henrik Kristoffersen     | Riesenslalom | 1:03,05 min | 4       | 1:08,20 min   | 18            | 2:11,25 min   | 8             |
| Henrik Kristoffersen     | Slalom       | 53,94 s     | 2       | 50,94 s       | 18            | 1:44,88 min   | 4             |
| Atle Lie McGrath         | Riesenslalom | DNF         | DNF     | ausgeschieden | ausgeschieden | ausgeschieden | ausgeschieden |
| Atle Lie McGrath         | Slalom       | 55,08 s     | 14      | 1:02,27 min   | 41            | 1:57,35 min   | 31            |
| Adrian Smiseth Sejersted | Abfahrt      | —           | —       | —             | —             | 1:43,82 min   | 11            |
| Adrian Smiseth Sejersted | Super-G      | —           | —       | —             | —             | 1:20,68 min   | 4             |
| Rasmus Windingstad       | Super-G      | —           | —       | —             | —             | 1:24,15 min   | 29            |
| Rasmus Windingstad       | Riesenslalom | DNF         | DNF     | ausgeschieden | ausgeschieden | ausgeschieden | ausgeschieden |

| Athleten | Wettbewerbe | Achtelfinale | Achtelfinale | Viertelfinale | Viertelfinale | Halbfinale | Halbfinale | Finale/Platz 3     | Finale/Platz 3 | Rang   |
| Athleten | Wettbewerbe | Gegner       | Punkte       | Gegner        | Punkte        | Gegner     | Punkte     | Gegner             | Punkte         | Rang   |
| --- | ----------- | ------------ | ------------ | ------------- | ------------- | ---------- | ---------- | ------------------ | -------------- | ------ |
| Mixed |             |              |              |               |               |            |            |                    |                |        |
| Mina Fürst Holtmann Thea Louise Stjernesund Maria Therese Tviberg Timon Haugan Fabian Wilkens Solheim Rasmus Windingstad | Mannschaft  | Polen        | 2:2          | Frankreich    | 2:2           | Österreich | 2:2        | Vereinigte Staaten | 2:2            | Bronze |

### Skilanglauf
| Athleten                                                              | Wettbewerbe       | Zeit        | Rang   |
| --------------------------------------------------------------------- | ----------------- | ----------- | ------ |
| Frauen                                                                |                   |             |        |
| Helene Marie Fossesholm                                               | 15 km Skiathlon   | 47:49,0 min | 18     |
| Ragnhild Haga                                                         | 15 km Skiathlon   | 48:52,5 min | 29     |
| Ragnhild Haga                                                         | 30 km Freier Stil | 1:32:19,9 h | 28     |
| Therese Johaug                                                        | 10 km Klassisch   | 28:05,3 min | Gold   |
| Therese Johaug                                                        | 15 km Skiathlon   | 44:13,7 min | Gold   |
| Therese Johaug                                                        | 30 km Freier Stil | 1:24:54,0 h | Gold   |
| Mathilde Myhrvold                                                     | 10 km Klassisch   | 31:36,0 min | 44     |
| Lotta Udnes Weng                                                      | 10 km Klassisch   | 30:37,0 min | 25     |
| Lotta Udnes Weng                                                      | 30 km Freier Stil | 1:31:14,3 h | 13     |
| Tiril Udnes Weng                                                      | 10 km Klassisch   | 30:22,6 min | 21     |
| Tiril Udnes Weng                                                      | 30 km Freier Stil | 1:31:15,4 h | 14     |
| Tiril Udnes Weng Therese Johaug Helene Marie Fossesholm Ragnhild Haga | 4 × 5-km-Staffel  | 54:09,8 min | 5      |
| Männer                                                                |                   |             |        |
| Pål Golberg                                                           | 15 km Klassisch   | 39:47,4 min | 11     |
| Pål Golberg                                                           | 30 km Skiathlon   | 1:19:02,3 h | 5      |
| Hans Christer Holund                                                  | 15 km Klassisch   | 38:44,6 min | 4      |
| Hans Christer Holund                                                  | 30 km Skiathlon   | 1:18:40,7 h | 4      |
| Hans Christer Holund                                                  | 50 km Freier Stil | 1:13:30,2 h | 13     |
| Simen Hegstad Krüger                                                  | 50 km Freier Stil | 1:11:39,7 h | Bronze |
| Johannes Høsflot Klæbo                                                | 15 km Klassisch   | 38:32,3 min | Bronze |
| Johannes Høsflot Klæbo                                                | 30 km Skiathlon   | 1:25:15,8 h | 40     |
| Johannes Høsflot Klæbo                                                | 50 km Freier Stil | DNF         | DNF    |
| Sjur Røthe                                                            | 30 km Skiathlon   | DNF         | DNF    |
| Sjur Røthe                                                            | 50 km Freier Stil | 1:11:48,5 h | 5      |
| Erik Valnes                                                           | 15 km Klassisch   | 40:06,8 min | 15     |
| Emil Iversen Pål Golberg Hans Christer Holund Johannes Høsflot Klæbo  | 4 × 10-km-Staffel | 1:55:57,9 h | Silber |

| Athleten                                | Wettbewerbe | Qualifikation | Qualifikation | Viertelfinale | Viertelfinale | Halbfinale    | Halbfinale    | Finale        | Finale        | Rang |
| Athleten                                | Wettbewerbe | Zeit          | Rang          | Zeit          | Rang          | Zeit          | Rang          | Zeit          | Rang          | Rang |
| --------------------------------------- | ----------- | ------------- | ------------- | ------------- | ------------- | ------------- | ------------- | ------------- | ------------- | ---- |
| Frauen                                  |             |               |               |               |               |               |               |               |               |      |
| Maiken Caspersen Falla                  | Sprint      | 3:20,86 min   | 16            | 3:16,88 min   | 2             | 3:16,41 min   | 4             | ausgeschieden | ausgeschieden | 8    |
| Mathilde Myhrvold                       | Sprint      | 3:21,24 min   | 19            | 3:24,62 min   | 5             | ausgeschieden | ausgeschieden | ausgeschieden | ausgeschieden | 21   |
| Lotta Udnes Weng                        | Sprint      | 3:22,26 min   | 23            | 3:21,21 min   | 5             | ausgeschieden | ausgeschieden | ausgeschieden | ausgeschieden | 22   |
| Tiril Udnes Weng                        | Sprint      | 3:18,17 min   | 7             | 3:21,31 min   | 2             | 3:14,29 min   | 5             | ausgeschieden | ausgeschieden | 9    |
| Tiril Udnes Weng Maiken Caspersen Falla | Team-Sprint | —             | —             | —             | —             | 23:05,06 min  | 4             | 23:15,28 min  | 8             | 8    |
| Männer                                  |             |               |               |               |               |               |               |               |               |      |
| Pål Golberg                             | Sprint      | 2:51,52 min   | 14            | 3:14,81 min   | 5             | ausgeschieden | ausgeschieden | ausgeschieden | ausgeschieden | 21   |
| Johannes Høsflot Klæbo                  | Sprint      | 2:46,74 min   | 3             | 2:51,57 min   | 1             | 2:52,23 min   | 2             | 2:58,06 min   | 1             | Gold |
| Håvard Solås Taugbøl                    | Sprint      | 2:49,93 min   | 7             | 2:57,93 min   | 2             | 2:52,46 min   | 5             | ausgeschieden | ausgeschieden | 10   |
| Erik Valnes                             | Sprint      | 2:51,56 min   | 15            | 2:49,31 min   | 1             | 3:13,28 min   | 6             | ausgeschieden | ausgeschieden | 11   |
| Erik Valnes Johannes Høsflot Klæbo      | Team-Sprint | —             | —             | —             | —             | 20:17,28 min  | 1             | 19:22,99 min  | 1             | Gold |

### Skispringen
| Athleten                                                                 | Wettbewerb               | Qualifikation | Qualifikation | Qualifikation | 1. Durchgang                    | 1. Durchgang | 1. Durchgang | 2. Durchgang                    | 2. Durchgang  | 2. Durchgang  | Gesamt | Gesamt |
| Athleten                                                                 | Wettbewerb               | Weite         | Punkte        | Rang          | Weite                           | Punkte       | Rang         | Weite                           | Punkte        | Rang          | Punkte | Rang   |
| ------------------------------------------------------------------------ | ------------------------ | ------------- | ------------- | ------------- | ------------------------------- | ------------ | ------------ | ------------------------------- | ------------- | ------------- | ------ | ------ |
| Frauen                                                                   |                          |               |               |               |                                 |              |              |                                 |               |               |        |        |
| Thea Minyan Bjørseth                                                     | Normalschanze            | —             | —             | —             | 99,5 m                          | 104,1        | 6            | 73,0 m                          | 59,9          | 29            | 164,0  | 21     |
| Silje Opseth                                                             | Normalschanze            | —             | —             | —             | 92,5 m                          | 94,7         | 12           | 95,0 m                          | 105,8         | 5             | 200,5  | 6      |
| Anna Odine Strøm                                                         | Normalschanze            | —             | —             | —             | 91,5 m                          | 91,5         | 16           | 84,0 m                          | 84,5          | 15            | 176,0  | 15     |
| Männer                                                                   |                          |               |               |               |                                 |              |              |                                 |               |               |        |        |
| Halvor Egner Granerud                                                    | Normalschanze            | 90,0 m        | 87,4          | 28            | 97,5 m                          | 127,4        | 22           | DSQ                             | DSQ           | DSQ           | 127,4  | 30     |
| Halvor Egner Granerud                                                    | Großschanze              | 133,5 m       | 131,6         | 2             | 135,0 m                         | 132,4        | 9            | 135,5 m                         | 139,0         | 5             | 271,4  | 8      |
| Robert Johansson                                                         | Normalschanze            | 103,0 m       | 116,6         | 2             | 97,0 m                          | 128,8        | 16           | 96,0 m                          | 119,5         | 21            | 248,3  | 20     |
| Robert Johansson                                                         | Großschanze              | 127,5 m       | 115,9         | 17            | 128,5 m                         | 119,3        | 32           | ausgeschieden                   | ausgeschieden | ausgeschieden | 119,3  | 32     |
| Marius Lindvik                                                           | Normalschanze            | 100,5 m       | 116,7         | 1             | 96,5 m                          | 128,4        | 17           | 102,5 m                         | 132,3         | 3             | 260,7  | 7      |
| Marius Lindvik                                                           | Großschanze              | 135,0 m       | 136,4         | 1             | 140,5 m                         | 144,8        | 2            | 140,0 m                         | 151,3         | 1             | 296,1  | Gold   |
| Daniel-André Tande                                                       | Großschanze              | 120,5 m       | 105,1         | 28            | 128,0 m                         | 120,2        | 31           | ausgeschieden                   | ausgeschieden | ausgeschieden | 120,2  | 31     |
| Halvor Egner Granerud Daniel-André Tande Robert Johansson Marius Lindvik | Großschanze Mannschaft   | —             | —             | —             | 138,0 m 135,5 m 125,5 m 121,0 m | 456,5        | 3            | 118,5 m 124,0 m 136,5 m 126,5 m | 465,6         | 4             | 922,1  | 4      |
| Mixed                                                                    |                          |               |               |               |                                 |              |              |                                 |               |               |        |        |
| Anna Odine Strøm Robert Johansson Silje Opseth Marius Lindvik            | Normalschanze Mannschaft | —             | —             | —             | 92,0 m 99,5 m 91,0 m 102,5 m    | 457,4        | 2            | DSQ 100,5 m DSQ 100,5 m         | 250,5         | 8             | 707,9  | 8      |

### Snowboard
| Athleten         | Wettbewerbe | Qualifikation | Qualifikation | Finale        | Finale        | Rang   |
| Athleten         | Wettbewerbe | Punkte        | Rang          | Punkte        | Rang          | Rang   |
| ---------------- | ----------- | ------------- | ------------- | ------------- | ------------- | ------ |
| Frauen           |             |               |               |               |               |        |
| Hanne Eilertsen  | Big Air     | 57,25         | 27            | ausgeschieden | ausgeschieden | 27     |
| Hanne Eilertsen  | Slopestyle  | 48,35         | 16            | ausgeschieden | ausgeschieden | 16     |
| Männer           |             |               |               |               |               |        |
| Marcus Kleveland | Big Air     | 151,50        | 6             | 150,00        | 8             | 8      |
| Marcus Kleveland | Slopestyle  | 64,86         | 14            | ausgeschieden | ausgeschieden | 14     |
| Mons Røisland    | Big Air     | 146,50        | 9             | 171,75        | 2             | Silber |
| Mons Røisland    | Slopestyle  | 70,96         | 9             | 63,33         | 7             | 7      |
| Ståle Sandbech   | Big Air     | 136,00        | 16            | ausgeschieden | ausgeschieden | 16     |
| Ståle Sandbech   | Slopestyle  | 78,61         | 4             | 39,66         | 11            | 11     |